# Marcel De Keukeleire
Marcel De Keukeleire (Moeskroen, 1922 - 1986) was een Belgische accordeonist die sinds eind jaren zestig actief werd als muziekproducer-en uitgever. De Keukeleire was een tijd lang lid van de Raad van Bestuur en voorzitter van de Commissie Mechanische Reproductierechten van SABAM.

## Levensloop
De Keukeleire werd in 1922 in Moeskroen geboren. Hij werd een begenadigd accordeonist en opende in Moeskroen een platenwinkel.
Samen met zijn oud zwemleraar Jean Vanloo brachten ze onder het label Elver producties zoals: 
- Crazy Horse - J'ai tant besoin de toi en Une fleur, rien qu'une rose
- Jacky James - O Carol en Isabelle
- J. J. Lionel - La Danse des canards
- Polaris - Jolie Fille,  Mademoiselle Ninette en Dancing Dancing

In 2004 verscheen Marcel Superstar, een verzamelaar met zijn bekendste producties. Een jaar later maakte Olivier Monssens in opdracht van RTBF/ARTE de documentaire Marcel Superstar over zijn carrière.